# Jean Martinez (Chemiker)
Jean Martinez (* 3. Februar 1949)  ist ein französischer Chemiker (Peptid-Synthese).
Martinez wurde 1972 an der Universität Montpellier 2 promoviert. Den zweiten Teil (Doctorat d’Etat) seiner Promotion absolvierte er 1976 ebenfalls an der Universität Montpellier bei F. Winternitz. Als Post-Doktorand war er bei E. Bricas an der Universität Paris-Süd in Orsay und 1977 bis 1979 an der Case Western Reserve University bei Miklos Bodanszky. Er ist Professor an der Universität Montpellier, an der er 2007 das Institut des Biomolécules Max Mousseron (IBMM) gründete und bis 2014 dessen Direktor war. Danach leitete er dort die Abteilung Aminosäuren, Peptide und Proteine. 2009 bis 2014 war er Vizepräsident der Universität Montpellier 1.
Er trug zur Methodologie organischer und Peptid Synthese bei und entwickelte und synthetisierte einige Neuropeptid-Analoga. Von ihm stammen über 800 wissenschaftliche Arbeiten und 50 Patente.
1990 erhielt er den Leonidas Zervas Preis, 1996 die Silbermedaille des CNRS, 2006 den Akabori Award, 2011 den Johannes Meinhofer Award von Roche, 2006 den Cathay Award der Chinese Peptide Society und 2015 den Leon Velluz Award. 2004 erhielt er die Max-Bergmann-Medaille  für Identifizierung und Synthese neuer Liganden G-Protein gekoppelter Rezeptoren und 2016 den Josef Rudinger Memorial Award. Er ist Ehrendoktor der Universität Krakau, Ritter des Ordre des Palmes Académiques (2010) und Ritter der Ehrenlegion (2011). Er ist Mitglied der französischen und spanischen nationalen Akademien für Pharmazie.
2001 bis 2010 war er Präsident der European Peptide Society.

## Schriften (Auswahl)
- mit D. Paramelle u. a.: A straightforward approach for cellular-uptake quantification, Angewandte Chemie Int. Ed., Band 12, 2010, S. 747–753
- mit S. Mary u. a.: Ligands and signalling proteins govern the conformational landscape explored by a G-protein-coupled receptor, Proc. Nat. Acad. Sci. USA, Band 109, 2012, S. 8304–8309
- mit M.Maynadier u. a.: Dipeptide mimic oligomer transporter mediates intracellular delivery of cathepsin D inhibitors: a potential target for cancer therapy, J. Controlled Release, Band 171, 2013, S. 251–257.
- mit V. Martin u. a.: Turning peptide sequences into ribbon foldamers by a straightforward multicyclisation reaction, Angewandte Chemie Int. Ed., Band 54, 2015, S. 13966–13970
- mit S. Jebors u. a.: A new way to silicon-based peptide polymers, Angewandte Chemie, Int. Ed., Band 54, 2015, S. 3778–3782